# Brunfelsia abbottii
Brunfelsia abbottii är en potatisväxtart som beskrevs av Emery Clarence Leonard. Brunfelsia abbottii ingår i släktet Brunfelsia och familjen potatisväxter. Inga underarter finns listade i Catalogue of Life.